# فرهنگ روسی

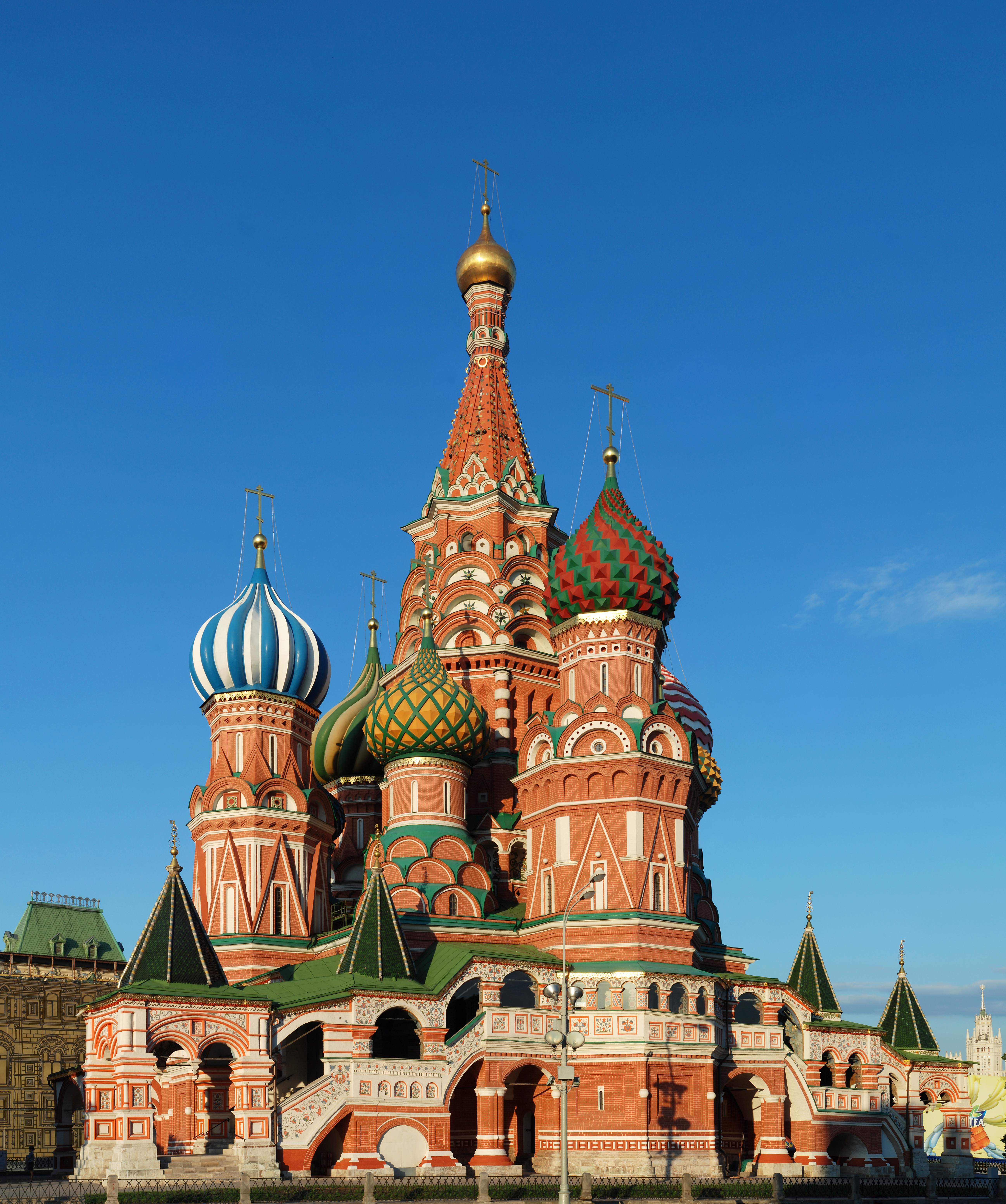
کلیسای جامع سن باسیل در میدان سرخ، مسکو

فرهنگ روسی (انگلیسی: Culture of Russia) (روسی: Культура России) بر پایه پیشینهٔ ملت، موقعیت جغرافیایی و گسترهٔ پهناورش، سنت‌های اجتماعی و مذهبی، و تأثیر فرهنگ غربی شکل گرفته‌است. نویسندگان و فیلسوفان روسی، نقش مهمی در رشد اندیشه اروپایی ایفاء کرده‌اند. روسها همچنین بر موسیقی کلاسیک، رقص باله، ورزش، نقاشی و سینما تأثیرات زیادی گذاشته‌اند. این کشور همین‌طور در دستاوردهای علم و تکنولوژی و اکتشاف فضایی پیشگام بوده‌است.